# Торьенте, Лоло де ла
Лоло́ де ла Торьенте (исп. Loló de la Torriente; 22 августа 1906, Мансанильо — 10 августа 1983, Гавана) — кубинская журналистка и искусствовед. Жена революционера и этнолога Хорхе Виво.

## Биография
С юных лет увлеклась левыми идеями. В 1923 году участвовала в первом Национальном съезде женщин. Окончила юридический факультет Гаванского университета (1929). В студенческие годы была близка к лидеру кубинских коммунистов Хулио Антонио Мелье, участвовала в коммунистической пропагандистской работе. В 1935 году в ходе поездки в США была арестована в Майами за коммунистическую агитацию, депортирована на Кубу и в течение года была заключена в женскую тюрьму в Гуанабакоа.
В 1937 году эмигрировала в Мексику. Публиковалась в ведущих мексиканских газетах, а также в изданиях Мексиканской коммунистической партии. Во второй половине 1940-х гг. начала выступать как художественный критик, опубликовав ряд статей о мексиканской монументальной живописи. В 1946 году выпустила первую книгу — «Гавана Сесилии Вальдес» (исп. La Habana de Cecilia Valdés, с предисловием Элиаса Энтральго): анализируя роман Сирило Вильяверде «Сесилия Вальдес», Торьенте показывает, какие аспекты гаванской жизни середины XIX века легли в основу этого классического произведения и как само это произведение сформировало культурный образ кубинской столицы. В 1940-е гг., регулярно приезжая на Кубу, Торьенте знакомила кубинское художественное сообщество с достижениями мексиканского искусства. В 1950 году рукопись Торьенте «О пластических искусствах на Кубе» (исп. Estudio de las artes plásticas en Cuba) получила премию Министерства образования Кубы (вышла отдельным изданием в 1954 году).
В 1952 году Торьенте вернулась на Кубу. В 1956 году вышла её книга о кубинском художнике Эдуардо Абеле, в 1959 году — книга о Диего Ривере (исп. Memoria y razón de Diego Rivera), основанная на продолжительных беседах Торьенте с художником. Горячо поддержав Кубинскую революцию, систематически публиковала статьи в её защиту в мексиканском журнале Cuadernos Americanos. В 1968 году опубликовала книгу о революционере Пабло де ла Торриенте Брау (исп. Torriente Brau: retrato de un hombre). Очерки Торьенте об искусстве вошли в книгу «Образы двух эпох» (исп. Imagen de dos tiempos).
Торьенте также принадлежат две мемуарно-эссеистические книги: «Мой дом на Земле» (исп. Mi casa en la tierra, 1956) и «Свидетельство изнутри» (исп. Testimonio desde dentro, 1985). В конце жизни она обратилась к литературному творчеству и опубликовала художественную книгу «Рыцари красного прилива» (исп. Los caballeros de la marea roja). Посмертно опубликована ещё одна художественная книга, «Рассказы Федерики» (исп. Narraciones de Federica; 1988) и составленный Вирхилио Лопесом Лемусом сборник ранее не собранных статей «Прекрасное время» (исп. Tiempo hermoso; 1999).